# Мамашев, Талгат Асылович
Талгат Асылович Мамашев (каз. Талғат Асылұлы Мамашев 14 октября 1948; село Байсерке, Енбекшиказахский район, Алма-Атинская область, Казахская ССР, СССР) — казахстанский государственный и политический деятель.

## Биография
Талгат Асылович Мамашев Родился 14 октября 1948 года в селе Байсерке Енбекшиказахского района Алматинской области.
В 1972 году окончил Казахский государственный университет имени С.М. Кирова по специальности «Историк, преподаватель обществоведения».
В 1980 году окончил Алма-Атинский институт народного хозяйства по специальности «Экономист-финансист».
В 1990 году окончил Алма-Атинский институт политологии и управления по специальности «Политолог».

## Трудовая деятельность
С 1966 по 1973 годы — Ученик электрика, электромонтер, слесарь, секретарь комитета комсомола АХБК.
С 1973 по 1979 годы — Секретарь, первый секретарь Калининского райкома, первый секретарь Алма-Атинского горкома ЛКСМК.
С 1979 по 1984 годы — Заместитель председателя Ауэзовского райисполкома.
С 1985 по 1986 годы — Заместитель заведующего отделом Алма-Атинского обкома партии.
С 1986 по 1991 годы — Второй, первый секретарь Калининского райкома партии, председатель райсовета.
С 1991 года — Секретарь Алма-Атинского обкома партии.
С 1991 по 1992 годы — Исполняющий обязанности заместителя председателя Алма-Атинского облисполкома.
С 1992 по 1994 годы — Заместитель главы Алматинской областной администрации.
С 1994 по 1997 годы — Министр культуры Республики Казахстан.
С 1997 по 2004 годы — Председатель Правления Национального фонда поддержки культуры.
С 2004 по 2017 годы — Первый заместитель председателя президиума РОО «Всемирная Ассоциация Казахов».

## Награды
- 1971 — Награждён Почётной грамотой Верховного Совета Казахской ССР и знак ЦК ВЛКСМ «За активную работу в комсомоле».
- 1975 — Орден «Знак Почёта» (СССР)
- 2007 — Орден Курмет[1]
- Медаль «10 лет Конституции Республики Казахстан» (2005)
- Медаль «10 лет Парламенту Республики Казахстан» (2006)
- Медаль «10 лет Астане» (2008) и др.
- 2013 год - Орден Парасат